# Estación de ferrocarril de Jerusalén
La estación de Jerusalén (en hebreo: תחנת הרכבת ירושלים‎, Tahanat HaRakevet Yerushalayim) es una estación de ferrocarril histórica en Jerusalén, Israel, ubicada entre Hebron Road y Bethlehem Road, cerca de la colonia alemana. Formaba parte del ferrocarril Jaffa-Jerusalén hasta su cierre en 1998. Cuando estaba en funcionamiento, también era conocida como la estación Khan por el antiguo edificio caravanserai, ahora el Teatro Khan, ubicado al otro lado de la carretera.
La estación se abrió en 1892 como un término de la línea Jaffa-Jerusalén, en la marca de 86,6 kilómetros y una elevación de 787 metros. En 1998, este ferrocarril junto con la estación se cerraron y la estación no se incluyó en la restauración de la línea Tel Aviv-Jerusalén, completada en 2005. La estación estuvo abandonada durante muchos años, aunque el patio del ferrocarril se utilizó para eventos anuales como Semana del libro hebreo. Después de someterse a una extensa restauración, reabrió sus puertas como centro cultural y de entretenimiento en mayo de 2013.